# Émile Poilvé
Émile Poilvé, né le 22 septembre 1903 à Mégrit et mort le 11 octobre 1962 à Lescouët-Jugon, est un lutteur français.

## Carrière sportive
Il a notamment participé aux championnats d'Europe de 1930 où il a terminé 3e en lutte libre, ainsi qu'aux Jeux olympiques d'été de 1928, de 1932, et de 1936. 
Il a, en poids moyens, aussi bien combattu en lutte libre qu'en lutte gréco-romaine.

## Palmarès
- Il a remporté le titre olympique en lutte libre poids moyens, aux JO de Berlin.
- Il a remporté la médaille de bronze européenne en lutte libre poids moyens, aux Championnats d'Europe de lutte 1930.